# 3LAU
Justin David Blau (nacido el 9 de enero de 1991),  más conocido por su nombre artístico 3LAU (pronunciado "Blau"),  es un DJ y productor de música dance estadounidense. Criado en Nueva York y Las Vegas, 3LAU dejó la Universidad de Washington en St. Louis, donde estudió finanzas. Ha producido temas originales como "How You Love Me", "Is It Love", "Fire", "On My Mind" y "Hot Water", así como remixes para Rihanna, Katy Perry, Shawn Mendes y Ariana Grande y colaboraciones con el youtuber y streamer Ninja y la cantante HYO de Girls' Generation . 3LAU también ha aparecido en festivales como Electric Zoo, EDC Vegas, Lollapalooza y Life Is Beautiful, y realiza giras internacionales.

## Primeros años de vida
Justin David Blau nació en Syosset, Nueva York, el 9 de enero de 1991  Blau creció en una familia de artistas y pronto tocaba el piano, la guitarra y el canto. A los 13 años se mudó con su familia a Las Vegas, Nevada, donde pasó el resto de su juventud.  Asistió a The Meadows School para la escuela secundaria y a la Universidad de Washington en St. Louis para la universidad. 

## Historia
Gran parte de la música de 3LAU incorpora electro house, dubstep, deep house y progressive house .  Es conocido por su versión melódica de la música dance y sus presentaciones en vivo que incorporan muestreo . El propósito emocional de su estilo de composición, dice Blau, es inspirar a otros a superar su sensación de sentirse perdidos. “Cada canción trata de algún modo de estar perdido, ya sea en el amor, en la vida, en la salud mental, lo que sea. A veces, las letras arrojan luz sobre las partes más brillantes, pero en muchos sentidos, escribo como un medio para tratar de combatir ese sentimiento de estar perdido y espero que la música pueda hacer eso por alguien más”.

## Carrera musical

### 2011-12: Primeros lanzamientos
En 2011, a la edad de 20 años, se fue de vacaciones a Suecia, donde descubrió la música electrónica de baile. Después de regresar a la universidad, comenzó a producir mashups, "principalmente porque él no creía que nadie estuviera haciendo un buen trabajo".  Pronto comenzó a mezclar bajo el nombre profesional de 3LAU y, en junio de ese año, estaba subiendo mashups a YouTube. 
3LAU ganó reconocimiento en el mundo de la música electrónica en 2011 con sus dos bootlegs, "Girls Who Save the World" y "All Night Long". También ganó un concurso de remixes por su remix de "Work Hard, Play Hard" de Tiesto .
Antes de 2012, 3LAU pasaba sus días estudiando en la Universidad de Washington en St. Louis y pinchando por la noche. Ha tenido listas de remixes en el top 10 tanto en Beatport como en Hype Machine .

### 2012-15: Sencillos y tours
En 2012, se centró en pinchar y lanzó su gira 3LAU Your Mind. Ese mismo año, lanzó su segundo álbum pirata, Dance Floor Filth .  En 2012, Las Vegas Review-Journal lo describió como "uno de los DJ-productores de más rápido crecimiento en Estados Unidos".  En 2012 lanzó Dance Floor Filth 2, un álbum con su producción. 
A fines de 2013, realizó una breve gira con Carnage llamada Night Riot Tour.   Escribió Jonah Ollman de Sound of Boston sobre las presentaciones en vivo de 3LAU a fines de 2013: "Un buen equilibrio de mashups, electro-house, muestras vocales de amapola y un recuerdo de los 90 aquí y allá mantienen a la multitud joven de 20 y tantos en movimiento y constantemente entretenida". 
En el verano de 2015, 3LAU realizó su primera gira europea visitando Barcelona, Alemania e Ibiza. Más tarde ese otoño, realizó su primera gira asiática que incluyó Bangkok, Yakarta, Tokio y más.

### 2016-17: Blume Records
En 2016, 3LAU lanzó Blume Records, un sello independiente con un modelo innovador que aprovecha el poder del streaming para recaudar fondos para causas benéficas. 3LAU declaró: "Ojalá podamos inspirar a otras personas a actuar y habrá este efecto dominó".

### 2018-19:Ultraviolet, OMF
El 16 de febrero de 2018, 3LAU lanzó su álbum debut Ultraviolet en el sello "BLUME" con los sencillos "Touch", "On My Own", "Walk Away" y "Star Crossed". El álbum presenta colaboraciones con Carly Paige, Nevve, Emma Hewitt, Max Schneider, Said the Sky y Neonheart. El álbum alcanzó el número 1 en la lista electrónica de iTunes, al igual que el sencillo principal "Touch". El 21 de junio de 2018, 3LAU anunció el lanzamiento de OMF (Our Music Festival), el primer festival de música impulsado por blockchain. El festival se llevó a cabo el 20 de octubre de 2018 en San Francisco y fue encabezado por Zedd .
En marzo de 2021, 3LAU marcó el tercer aniversario de su álbum Ultraviolet a través de una inusual subasta en Internet con "NFT" ( tokens no fungibles ) que certifican ciertos derechos digitales y la propiedad única, por un total de aproximadamente US$11 million en la venta de tres días.